# Hützemert
Hützemert ist ein Dorf innerhalb der Stadt Drolshagen (Kreis Olpe, Westfalen). Mit knapp 1.000 Einwohnern ist es nach dem Kernort Drolshagen die größte Ortschaft im Stadtgebiet.
Die Kirchengemeinde St. Mariä Geburt Hützemert gehört mit ihren über 800 Katholiken als Filialkirche der Pfarrei St. Clemens Drolshagen an.

## Verkehr
Früher hatte Hützemert einen Bahnhof an der Bahnstrecke Siegburg–Olpe. Bis 1979 gab es Personenverkehr, 1997 wurde diese Teilstrecke ganz stillgelegt. Diese Station ist die einzige von ehemals drei in Drolshagen vorhandenen Bahnhöfen, dessen Empfangsgebäude noch steht. Es befand sich bis vor einigen Jahren in Privatbesitz und steht seit 2008 unter Denkmalschutz.

Im Jahr 2012, nach der Fertigstellung des Wegeringhauser Tunnels als Bestandteil des Bergischen Panoramaradweges, begann der Dorfverein Hützemert, das Gebäude von Grund auf zu renovieren. Aus dem verfallenen Bahnhof wurde eine attraktive Jausenstation und ein Dorfsaal, der von den Bewohnern für Vereinsaktivitäten und auch private Feiern genutzt wird. Auf dem Gelände steht seit Stilllegung der Bahnstrecke noch ein Güterwagen, welcher im Zuge der Renovierung in das Gebäude integriert und zur Bühne des Dorfsaales gemacht wurde. Weiterhin wurde ein Flachwaggon zur Terrasse umfunktioniert. Das Bild wird von einem weiteren, bislang ungenutzten Güterwaggon und einer alten Dampfspeicherlokomotive abgerundet.

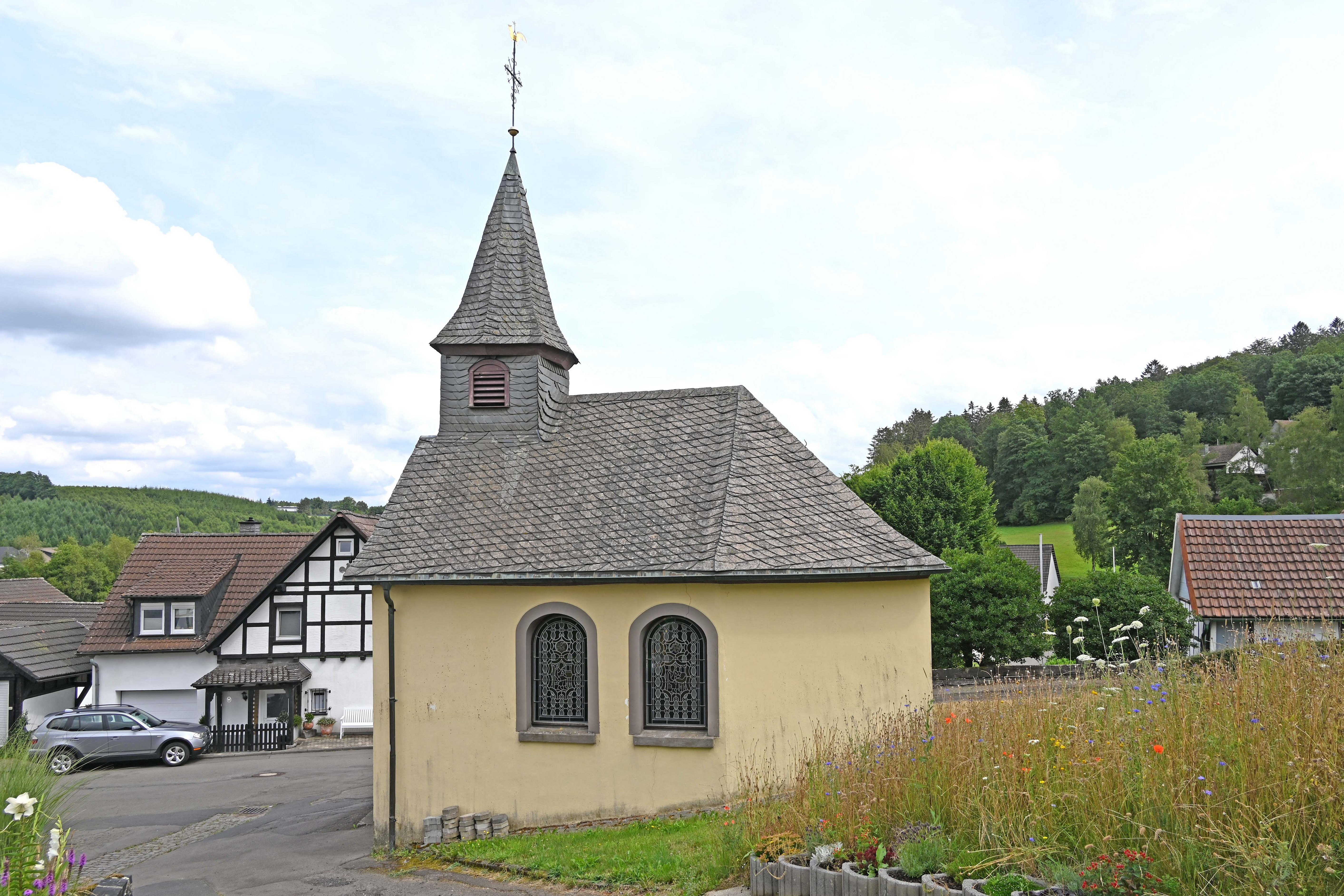
Kapelle Maria Geburt (1863)
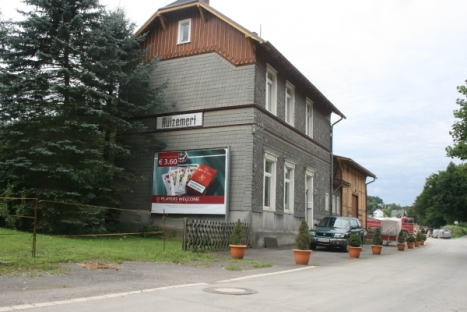
Der ehemalige Bahnhof in Hützemert ist als Baudenkmal eingetragen.
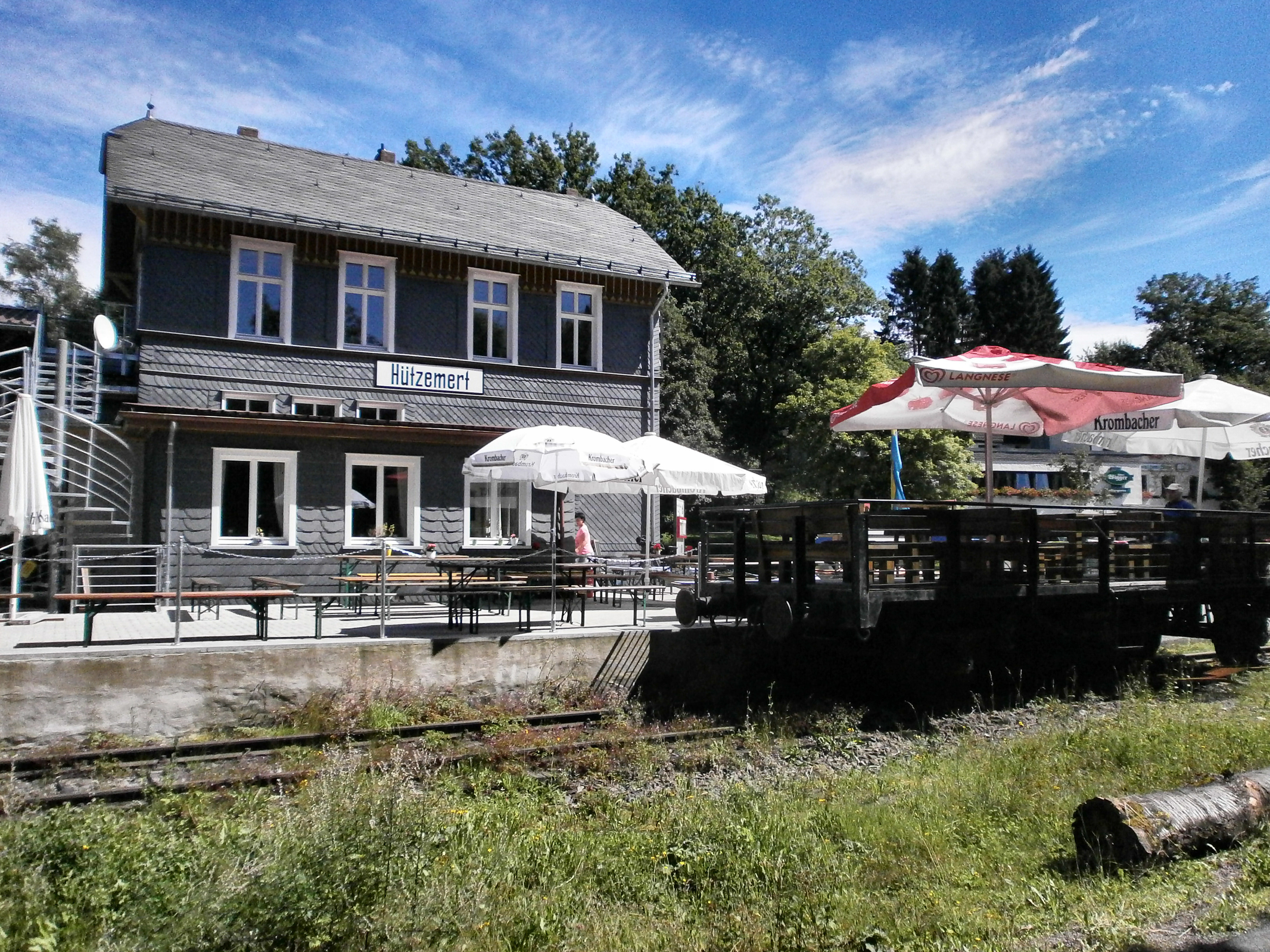
Der ehemalige Bahnhof wurde zu einer Jausenstation umgebaut.
Gleisrest mit Güterwaggon.

## Vereine
- Dorfverein Hützemert e. V.
- Hützemerter Sportverein 1951 e. V.[4]
- Männergesangverein Hützemert 1954 e. V.
- Frauenchor Hützemert 1991 e. V.
- Elternverein Drolshagen Hützemert e. V.